# Anna Gerendi
Anna Gerendi (* um 1546 in Aranyosgerend (?); † um 1595 in Szerencs, Königreich Ungarn) war die dritte Gemahlin des Fürsten von Siebenbürgen Sigismund I. Rákóczi.

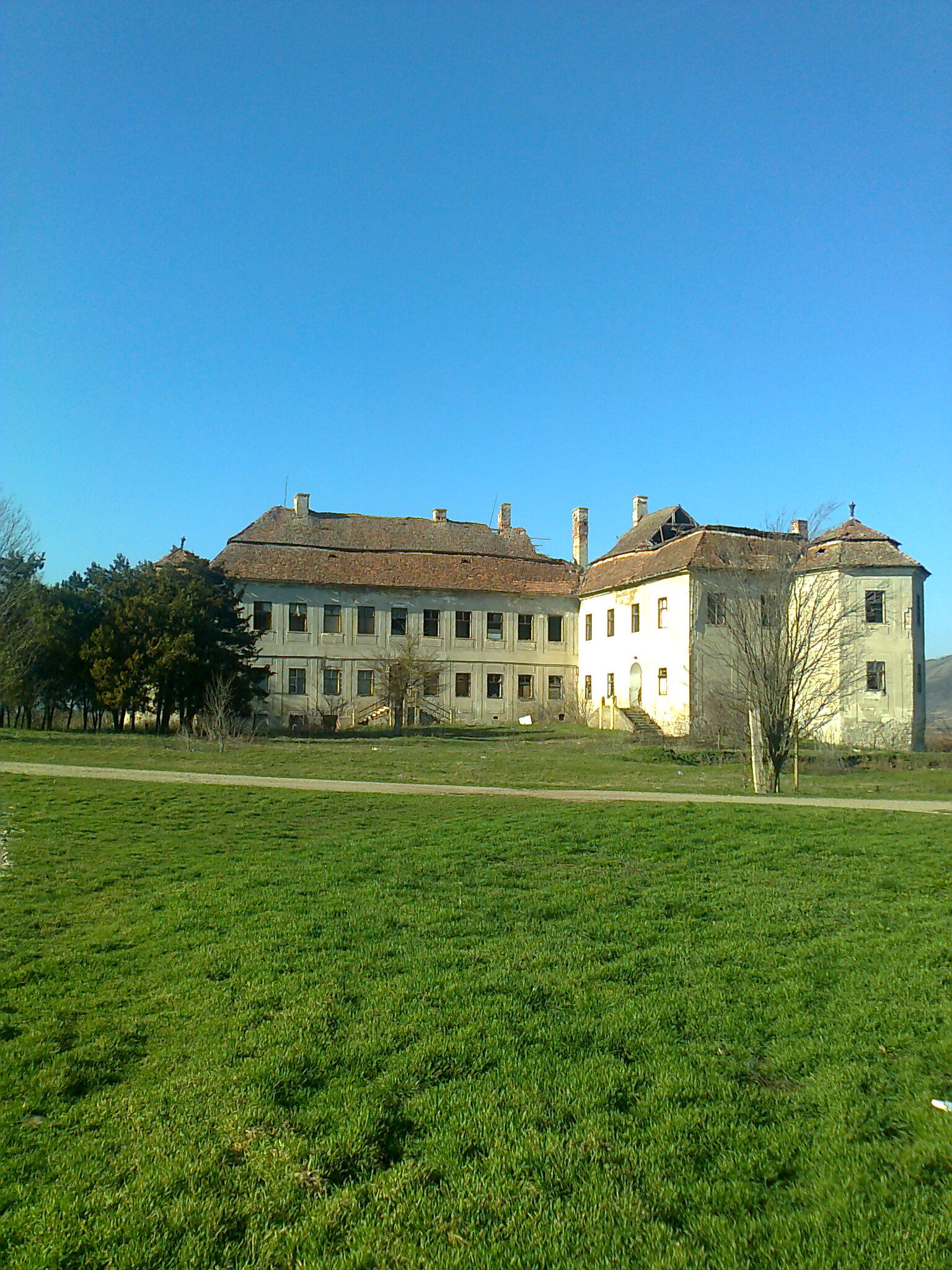
Herrenhaus der Gerendis in Aranyosgerend

## Leben
Anna Gerendi entstammte einer gebildeten Adelsfamilie aus Siebenbürgen, die in Aranyosgerend (heute Kreis Cluj) am Fluss Aranyos über Jahrhunderte ihren Hauptsitz hatte. Sie war die Tochter des siebenbürgischen Magnaten János Gerendi de Gerend († nach 1594) und dessen Ehefrau Katharina (ung. Katalin) geb. Erdélyi de Somkerék. Der Vater wurde im Jahre 1592 zum Obergespann des Komitats Torda gewählt was einen unglaublichen gesellschaftlichen Aufstieg für die Familie Gerendi bedeutete. Als überzeugter Unitarier und Nonadorantist unterstützte er die Protestanten und gewährte religiös verfolgten Christen Asyl auf seinen Gütern. Nach dem Tode seiner ersten Ehefrau Katharina heiratete Johann die jüngere Schwester von Sigismund  I. Rákóczi, die ebenfalls verwitwete Magdolna Rákóczi (* 1561, † 1592).  Durch diese Heirat kam die Familie Gerendi in familiäre Verbindung mit den Rákóczis.
Sigismund Rákóczi I., der seit dem Tode seiner ersten Ehefrau Judith Alaghy Bekény († am 12. Juli 1591) verwitwet war, lernte Anna, die Tochter Johann Gerendis (aus dessen Ehe mit seiner ersten Ehefrau) kennen und heiratete Anna im Jahre 1592.
Aus der Ehe gingen drei Söhne hervor:
- Georg I. Rákóczi ⚭ Susanna Lorántffy
- Sigismund (* 1594, † 1620) ⚭ Maria Lorántffy
- Paul IV. (* 1595, † 1636) ⚭ Anna Pethe

Anna Gerendi starb vermutlich kurz nach der Geburt ihres dritten Sohnes um das Jahr 1595 in Szerencs und wurde dort in der Krypta der Reformierten Kirche auch beigesetzt.
Annas drei Söhne ließen ihr im Jahre 1618 in der Reformierten Kirche von Szerencs einen prachtvollen Marmorsarkophag (Tumba) im Stile der Spätrenaissance errichten der sich auch heute noch in der Kirche beintet. Auch der 1608 verstorbene Sigismund I. Rákóczi fand hier seine letzte Ruhestätte.
Auf der Oberseite der Tumba wurde das Wappen der Rákóczis angebracht. Auf der Westseite befindet sich folgende Aufschrift in ungarischer Sprache:
„Tebenned reméltem Uram, hogy nem leszek porrá mindörökké!“
[„Auf Dich hoffe ich Herr, dass ich in Ewigkeit nicht zu Staub werde!“]